# Benetton Formula
Benetton Formula Ltd., comúnmente llamada Benetton, fue una escudería británica (posteriormente italiana) que participó en Fórmula 1 entre los años 1986 y 2001. El equipo pertenecía a la familia Benetton, también dueña de una cadena mundial de tiendas de ropa del mismo nombre. Tuvo nacionalidad británica hasta 1995 e italiana a partir de 1996.
El equipo Benetton se constituyó a partir de lo que quedaba de la escudería Toleman, en la cual Ayrton Senna había competido con resultados increíbles para el nivel de la escudería en 1984, pero que no pudo presentarse en la temporada de 1985 por no tener un contrato con un fabricante de neumáticos.
La escudería estuvo bajo la dirección de Flavio Briatore hasta 1997, pero alcanzó su momento de máximo esplendor cuando contó con Michael Schumacher en sus filas.
El piloto alemán obtuvo 19 de las 27 victorias de la escudería, y los dos únicos campeonatos de pilotos de su historia. Junto con Johnny Herbert, también le dieron a Benetton el campeonato de constructores de 1995.
Tras la notable temporada del equipo en 1995, Schumacher partió hacia Ferrari junto con Ross Brawn, Nigel Stepney y otras figuras clave que habían contribuido a la obtención de los títulos.  A partir de entonces, Benetton nunca volvió a alcanzar el nivel de esos años.
En el 2001, el equipo fue vendido a Renault, que logró recuperar a Flavio Briatore en su puesto de director. Durante la 2001, el equipo ocupó en varias ocasiones las últimas líneas de la parrilla de salida. Desde su venta a Renault, este equipo obtuvo considerables mejoras que lo llevaron incluso al título mundial.

## Historia
El Grupo Benetton entró en la Fórmula 1 como empresa patrocinadora de la escudería Tyrrell en 1983, luego para Alfa Romeo entre 1984 y 1985 y finalmente con Toleman en 1985. Benetton Formula Ltd. se formó a finales de 1985 cuando el equipo Toleman fue vendido a la familia Benetton. El equipo comenzó con motores BMW y un año más tarde pasó a utilizar motores Ford y convertirse en el equipo exclusivo de Ford hasta a finales de 1994. Posteriormente y tras ganar el título de pilotos de 1994 con los motores Ford, Benetton se equipó con los exitosos motores Renault, que le darían sus mayores éxitos en 1995 al conseguir los títulos mundiales de constructores y de pilotos de esa temporada. Durante los últimos años del equipo, utilizaron los motores Playlife, cuyo rendimiento estuvo muy por debajo de las expectativas.
El equipo fue dirigido por Flavio Briatore entre 1990 y 1997. Rocco Benetton, el hijo más joven de Luciano Benetton, se unió al equipo como ingeniero aerodinámico en 1998 y sustituyó a Briatore. Él lo reemplazó con el jefe de Prodrive, David Richards, que sólo duró un año en el equipo, ya que fue despedido debido a un desacuerdo con la familia Benetton sobre la estrategia de futuro. Después de la salida de Richards, Rocco Benetton dirigió el equipo durante tres años hasta la venta a Renault.
El equipo Benetton es conocido por su éxito con Michael Schumacher, representados con sus 19 victorias, dos campeonatos de pilotos y uno de constructores en 1995 con Schumacher y Johnny Herbert como pilotos oficiales. Después de 1995, Schumacher se mudó a Ferrari junto con Ross Brawn, Rory Byrne y otras once figuras que habían sido claves en Benetton para la consecución de sus títulos.
El 16 de marzo de 2000, el equipo fue vendido a Renault por 120 millones de dólares estadounidenses. Como parte de su reestructuración, Renault trajo de nuevo a Flavio Briatore como jefe de equipo. El equipo todavía utilizaba los motores Playlife (aunque fabricados con licencia de Renault) que había estado utilizando durante los últimos dos años. Los conductores fueron Giancarlo Fisichella y Alexander Wurz. El equipo obtuvo 20 puntos, así como tres podios en 2000 (Brasil, Mónaco y Canadá).
Durante la última temporada en 2001, los pilotos Jenson Button y Giancarlo Fisichella a menudo llegaban a estar en la parte posterior de la parrilla de salida. Esto se atribuye en gran parte a la falta de competitividad de los motores Playlife, pero el desarrollo de estos motores y de la aerodinámica del Benetton hicieron que el equipo pudiera dejar la Fórmula 1 al menos obteniendo puntos. En esa última temporada, Benetton, con Button y Fisichella como pilotos oficiales y con el empeño de evitar a toda costa que la temporada terminase con el casillero en blanco, obtuvieron 10 puntos para el equipo, incluido un podio de Fisichella en Bélgica.

## Resultados

### Fórmula 1
(Clave) (negrita indica pole position) (cursiva indica vuelta rápida)

| Año  | Chasis     | Motor                                     | Neu. | N.º | Pilotos              | 1   | 2   | 3   | 4   | 5   | 6   | 7   | 8   | 9   | 10  | 11  | 12  | 13  | 14  | 15  | 16  | 17  | Puntos | Pos. |
| ---- | ---------- | ----------------------------------------- | ---- | --- | -------------------- | --- | --- | --- | --- | --- | --- | --- | --- | --- | --- | --- | --- | --- | --- | --- | --- | --- | ------ | ---- |
| 1986 | B186       | BMW M12/13 L4 Turbo                       | P    |     |                      | BRA | ESP | SMR | MON | BEL | CAN | USE | FRA | GBR | GER | HUN | AUT | ITA | POR | MEX | AUS |     | 19     | 6.º  |
| 1986 | B186       | BMW M12/13 L4 Turbo                       | P    | 19  | Teo Fabi             | 10  | 5   | Ret | Ret | 7   | Ret | Ret | Ret | Ret | Ret | Ret | Ret | Ret | 8   | Ret | 10  |     | 19     | 6.º  |
| 1986 | B186       | BMW M12/13 L4 Turbo                       | P    | 20  | Gerhard Berger       | 6   | 6   | 3   | Ret | 10  | Ret | Ret | Ret | Ret | 10  | Ret | 7   | 5   | Ret | 1   | Ret |     | 19     | 6.º  |
| 1987 | B187       | Ford Cosworth GBA 1.5 V6 Turbo            | G    |     |                      | BRA | SMR | BEL | MON | USE | FRA | GBR | GER | HUN | AUT | ITA | POR | ESP | MEX | JPN | AUS |     | 28     | 5.º  |
| 1987 | B187       | Ford Cosworth GBA 1.5 V6 Turbo            | G    | 19  | Teo Fabi             | Ret | Ret | Ret | 8   | Ret | 5   | 6   | Ret | Ret | 3   | 7   | 4   | Ret | 5   | Ret | Ret |     | 28     | 5.º  |
| 1987 | B187       | Ford Cosworth GBA 1.5 V6 Turbo            | G    | 20  | Thierry Boutsen      | 5   | Ret | Ret | Ret | Ret | Ret | 7   | Ret | 4   | 4   | 5   | 14  | Ret | Ret | 5   | 3   |     | 28     | 5.º  |
| 1988 | B188       | Ford Cosworth DFR 3.5 V8                  | G    |     |                      | BRA | SMR | MON | MEX | CAN | USE | FRA | GBR | GER | HUN | BEL | ITA | POR | ESP | JPN | AUS |     | 39     | 3.º  |
| 1988 | B188       | Ford Cosworth DFR 3.5 V8                  | G    | 19  | Alessandro Nannini   | Ret | 6   | Ret | 7   | Ret | Ret | 6   | 3   | 18  | Ret | DSQ | 9   | Ret | 3   | 5   | Ret |     | 39     | 3.º  |
| 1988 | B188       | Ford Cosworth DFR 3.5 V8                  | G    | 20  | Thierry Boutsen      | 7   | 4   | 8   | 8   | 3   | 3   | Ret | Ret | 6   | 3   | DSQ | 6   | 3   | 9   | 3   | 5   |     | 39     | 3.º  |
| 1989 | B188 B189  | Ford Cosworth DFR 3.5 V8 Ford HBA4 3.5 V8 | G    |     |                      | BRA | SMR | MON | MEX | USA | CAN | FRA | GBR | GER | HUN | BEL | ITA | POR | ESP | JPN | AUS |     | 39     | 4.º  |
| 1989 | B188 B189  | Ford Cosworth DFR 3.5 V8 Ford HBA4 3.5 V8 | G    | 19  | Alessandro Nannini   | 6   | 3   | 8   | 4   | Ret | DSQ | Ret | 3   | Ret | Ret | 5   | Ret | 4   | Ret | 1   | 2   |     | 39     | 4.º  |
| 1989 | B188 B189  | Ford Cosworth DFR 3.5 V8 Ford HBA4 3.5 V8 | G    | 20  | Johnny Herbert       | 4   | 11  | 14  | 15  | 5   | DNQ |     |     |     |     |     |     |     |     |     |     |     | 39     | 4.º  |
| 1989 | B188 B189  | Ford Cosworth DFR 3.5 V8 Ford HBA4 3.5 V8 | G    | 20  | Emanuele Pirro       |     |     |     |     |     |     | 9   | 11  | Ret | 8   | 10  | Ret | Ret | Ret | Ret | 5   |     | 39     | 4.º  |
| 1990 | B189B B190 | Ford HBA4 3.5 V8                          | G    |     |                      | USA | BRA | SMR | MON | CAN | MEX | FRA | GBR | GER | HUN | BEL | ITA | POR | ESP | JPN | AUS |     | 71     | 3.º  |
| 1990 | B189B B190 | Ford HBA4 3.5 V8                          | G    | 19  | Alessandro Nannini   | 11  | 10  | 3   | Ret | Ret | 4   | 16  | Ret | 2   | Ret | 4   | 8   | 6   | 3   |     |     |     | 71     | 3.º  |
| 1990 | B189B B190 | Ford HBA4 3.5 V8                          | G    | 19  | Roberto Moreno       |     |     |     |     |     |     |     |     |     |     |     |     |     |     | 2   | 7   |     | 71     | 3.º  |
| 1990 | B189B B190 | Ford HBA4 3.5 V8                          | G    | 20  | Nelson Piquet        | 4   | 6   | 5   | DSQ | 2   | 6   | 4   | 5   | Ret | 3   | 5   | 7   | 5   | Ret | 1   | 1   |     | 71     | 3.º  |
| 1991 | B190B B191 | Ford HB5 3.5 V8                           | P    |     |                      | USA | BRA | SMR | MON | CAN | MEX | FRA | GBR | GER | HUN | BEL | ITA | POR | ESP | JPN | AUS |     | 38.5   | 4.º  |
| 1991 | B190B B191 | Ford HB5 3.5 V8                           | P    | 19  | Roberto Moreno       | Ret | 7   | 13  | 4   | Ret | 5   | Ret | Ret | 8   | 8   | 4   |     |     |     |     |     |     | 38.5   | 4.º  |
| 1991 | B190B B191 | Ford HB5 3.5 V8                           | P    | 19  | Michael Schumacher   |     |     |     |     |     |     |     |     |     |     |     | 5   | 6   | 6   | Ret | Ret |     | 38.5   | 4.º  |
| 1991 | B190B B191 | Ford HB5 3.5 V8                           | P    | 20  | Nelson Piquet        | 3   | 5   | Ret | Ret | 1   | Ret | 8   | 5   | Ret | Ret | 3   | 6   | 5   | 11  | 7   | 4   |     | 38.5   | 4.º  |
| 1992 | B191B B192 | Ford HB 3.5 V8                            | G    |     |                      | RSA | MEX | BRA | ESP | SMR | MON | CAN | FRA | GBR | GER | HUN | BEL | ITA | POR | JPN | AUS |     | 91     | 3.º  |
| 1992 | B191B B192 | Ford HB 3.5 V8                            | G    | 19  | Michael Schumacher   | 4   | 3   | 3   | 2   | Ret | 4   | 2   | Ret | 4   | 3   | Ret | 1   | 3   | 7   | Ret | 2   |     | 91     | 3.º  |
| 1992 | B191B B192 | Ford HB 3.5 V8                            | G    | 20  | Martin Brundle       | Ret | Ret | Ret | Ret | 4   | 5   | Ret | 3   | 3   | 4   | 5   | 4   | 2   | 4   | 3   | 3   |     | 91     | 3.º  |
| 1993 | B193 B193B | Ford HBA7 3.5 V8 Ford HBA8 3.5 V8         | G    |     |                      | RSA | BRA | EUR | SMR | ESP | MON | CAN | FRA | GBR | GER | HUN | BEL | ITA | POR | JPN | AUS |     | 72     | 3.º  |
| 1993 | B193 B193B | Ford HBA7 3.5 V8 Ford HBA8 3.5 V8         | G    | 5   | Michael Schumacher   | Ret | 3   | Ret | 2   | 3   | Ret | 2   | 3   | 2   | 2   | Ret | 2   | Ret | 1   | Ret | Ret |     | 72     | 3.º  |
| 1993 | B193 B193B | Ford HBA7 3.5 V8 Ford HBA8 3.5 V8         | G    | 6   | Riccardo Patrese     | Ret | Ret | 5   | Ret | 4   | Ret | Ret | 10  | 3   | 5   | 2   | 6   | 5   | 16  | Ret | 8   |     | 72     | 3.º  |
| 1994 | B194       | Ford ECA Zetec-R 3.5 V8                   | G    |     |                      | BRA | PAC | SMR | MON | ESP | CAN | FRA | GBR | GER | HUN | BEL | ITA | POR | EUR | JPN | AUS |     | 103    | 2.º  |
| 1994 | B194       | Ford ECA Zetec-R 3.5 V8                   | G    | 5   | Michael Schumacher   | 1   | 1   | 1   | 1   | 2   | 1   | 1   | DSQ | Ret | 1   | DSQ | EX  | EX  | 1   | 2   | Ret |     | 103    | 2.º  |
| 1994 | B194       | Ford ECA Zetec-R 3.5 V8                   | G    | 5   | J. J. Lehto          |     |     |     |     |     |     |     |     |     |     |     | 9   | Ret |     |     |     |     | 103    | 2.º  |
| 1994 | B194       | Ford ECA Zetec-R 3.5 V8                   | G    | 6   | J. J. Lehto          |     |     | Ret | 7   | Ret | 6   |     |     |     |     |     |     |     |     |     |     |     | 103    | 2.º  |
| 1994 | B194       | Ford ECA Zetec-R 3.5 V8                   | G    | 6   | Jos Verstappen       | Ret | Ret |     |     |     |     | Ret | 8   | Ret | 3   | 3   | Ret | 5   | Ret |     |     |     | 103    | 2.º  |
| 1994 | B194       | Ford ECA Zetec-R 3.5 V8                   | G    | 6   | Johnny Herbert       |     |     |     |     |     |     |     |     |     |     |     |     |     |     | Ret | Ret |     | 103    | 2.º  |
| 1995 | B195       | Renault RS7 3.0 V10                       | G    |     |                      | BRA | ARG | SMR | ESP | MON | CAN | FRA | GBR | GER | HUN | BEL | ITA | POR | EUR | PAC | JPN | AUS | 137    | 1.º  |
| 1995 | B195       | Renault RS7 3.0 V10                       | G    | 1   | Michael Schumacher   | 1   | 3   | Ret | 1   | 1   | 5   | 1   | Ret | 1   | 11  | 1   | Ret | 2   | 1   | 1   | 1   | Ret | 137    | 1.º  |
| 1995 | B195       | Renault RS7 3.0 V10                       | G    | 2   | Johnny Herbert       | Ret | 4   | 7   | 2   | 4   | Ret | Ret | 1   | 4   | 4   | 7   | 1   | 7   | 5   | 6   | 3   | Ret | 137    | 1.º  |
| 1996 | B196       | Renault RS8 3.0 V10                       | G    |     |                      | AUS | BRA | ARG | EUR | SMR | MON | ESP | CAN | FRA | GBR | GER | HUN | BEL | ITA | POR | JPN |     | 68     | 3.º  |
| 1996 | B196       | Renault RS8 3.0 V10                       | G    | 3   | Jean Alesi           | Ret | 2   | 3   | Ret | 6   | Ret | 2   | 3   | 3   | Ret | 2   | 3   | 4   | 2   | 4   | Ret |     | 68     | 3.º  |
| 1996 | B196       | Renault RS8 3.0 V10                       | G    | 4   | Gerhard Berger       | 4   | Ret | Ret | 9   | 3   | Ret | Ret | Ret | 4   | 2   | 13  | Ret | 6   | Ret | 6   | 4   |     | 68     | 3.º  |
| 1997 | B197       | Renault RS9 3.0 V10                       | G    |     |                      | AUS | BRA | ARG | SMR | MON | ESP | CAN | FRA | GBR | GER | HUN | BEL | ITA | AUT | LUX | JPN | EUR | 67     | 3.º  |
| 1997 | B197       | Renault RS9 3.0 V10                       | G    | 7   | Jean Alesi           | Ret | 6   | 7   | 5   | Ret | 3   | 2   | 5   | 2   | 6   | 11  | 8   | 2   | Ret | 2   | 5   | 13  | 67     | 3.º  |
| 1997 | B197       | Renault RS9 3.0 V10                       | G    | 8   | Gerhard Berger       | 4   | 2   | 6   | Ret | 9   | 10  |     |     |     | 1   | 8   | 6   | 7   | 10  | 4   | 8   | 4   | 67     | 3.º  |
| 1997 | B197       | Renault RS9 3.0 V10                       | G    | 8   | Alexander Wurz       |     |     |     |     |     |     | Ret | Ret | 3   |     |     |     |     |     |     |     |     | 67     | 3.º  |
| 1998 | B198       | Playlife GC37-01 3.0 V10                  | B    |     |                      | AUS | BRA | ARG | SMR | ESP | MON | CAN | FRA | GBR | AUT | GER | HUN | BEL | ITA | LUX | JPN |     | 33     | 5.º  |
| 1998 | B198       | Playlife GC37-01 3.0 V10                  | B    | 5   | Giancarlo Fisichella | Ret | 6   | 7   | Ret | Ret | 2   | 2   | 9   | 5   | Ret | 7   | 8   | Ret | 8   | 6   | 8   |     | 33     | 5.º  |
| 1998 | B198       | Playlife GC37-01 3.0 V10                  | B    | 6   | Alexander Wurz       | 7   | 4   | 4   | Ret | 4   | Ret | 4   | 5   | 4   | 9   | 11  | Ret | Ret | Ret | 7   | 9   |     | 33     | 5.º  |
| 1999 | B199       | Playlife FB01 3.0 V10                     | B    |     |                      | AUS | BRA | SMR | MON | ESP | CAN | FRA | GBR | AUT | GER | HUN | BEL | ITA | EUR | MYS | JPN |     | 16     | 6.º  |
| 1999 | B199       | Playlife FB01 3.0 V10                     | B    | 9   | Giancarlo Fisichella | 4   | Ret | 5   | 5   | 9   | 2   | Ret | 7   | 12  | Ret | Ret | 11  | Ret | Ret | 11  | 14  |     | 16     | 6.º  |
| 1999 | B199       | Playlife FB01 3.0 V10                     | B    | 10  | Alexander Wurz       | Ret | 7   | Ret | 6   | 10  | Ret | Ret | 10  | 5   | 7   | 7   | 14  | Ret | Ret | 8   | 10  |     | 16     | 6.º  |
| 2000 | B200       | Playlife FB02 3.0 V10                     | B    |     |                      | AUS | BRA | SMR | GBR | ESP | EUR | MON | CAN | FRA | AUT | GER | HUN | BEL | ITA | USA | JPN | MYS | 20     | 4.º  |
| 2000 | B200       | Playlife FB02 3.0 V10                     | B    | 11  | Giancarlo Fisichella | 5   | 2   | 11  | 7   | 9   | 5   | 3   | 3   | 9   | Ret | Ret | Ret | Ret | 11  | Ret | 14  | 9   | 20     | 4.º  |
| 2000 | B200       | Playlife FB02 3.0 V10                     | B    | 12  | Alexander Wurz       | 7   | Ret | 9   | 9   | 10  | 12  | Ret | 9   | Ret | 10  | Ret | 11  | 13  | 5   | 10  | Ret | 7   | 20     | 4.º  |
| 2001 | B201       | Renault RS21 3.0 V10                      | M    |     |                      | AUS | MYS | BRA | SMR | ESP | AUT | MON | CAN | EUR | FRA | GBR | GER | HUN | BEL | ITA | USA | JPN | 10     | 7.º  |
| 2001 | B201       | Renault RS21 3.0 V10                      | M    | 7   | Giancarlo Fisichella | 13  | Ret | 6   | Ret | 14  | Ret | Ret | Ret | 11  | 11  | 13  | 4   | Ret | 3   | 10  | 8   | 17  | 10     | 7.º  |
| 2001 | B201       | Renault RS21 3.0 V10                      | M    | 8   | Jenson Button        | 14  | 11  | 10  | 12  | 15  | Ret | 7   | Ret | 13  | 16  | 15  | 5   | Ret | Ret | Ret | 9   | 7   | 10     | 7.º  |

### Pilotos
| Pilotos              | Carreras | Victorias | Poles | VR | Podios | Puntos | Títulos |
| -------------------- | -------- | --------- | ----- | -- | ------ | ------ | ------- |
| Michael Schumacher   | 68       | 19        | 10    | 23 | 38     | 303    | 2       |
| Giancarlo Fisichella | 66       | 0         | 1     | 0  | 7      | 55     | 0       |
| Alexander Wurz       | 52       | 0         | 0     | 1  | 1      | 26     | 0       |
| Alessandro Nannini   | 46       | 1         | 0     | 2  | 9      | 65     | 0       |
| Gerhard Berger       | 46       | 2         | 1     | 5  | 6      | 65     | 0       |
| Jean Alesi           | 33       | 0         | 1     | 2  | 13     | 83     | 0       |
| Nelson Piquet        | 32       | 3         | 0     | 0  | 7      | 70,5   | 0       |
| Fuente:              |          |           |       |    |        |        |         |

- Teo Fabi (1986 - 1987)
- Thierry Boutsen (1987 -1988)
- Johnny Herbert (1989, 1994 - 1995)
- Emanuele Pirro (1989)
- Roberto Moreno (1990 - 1991)
- Martin Brundle (1992)
- Riccardo Patrese (1993)
- J. J. Lehto (1994)
- Jos Verstappen (1994)
- Jenson Button (2001)